# تشرونه یانوویتسه
تشرونه یانوویتسه (به چکی: Červené Janovice) یک منطقهٔ مسکونی در جمهوری چک است که در ناحیه کوتنا هورا واقع شده‌است. تشرونه یانوویتسه ۶۶۱ نفر جمعیت دارد.